# 伯勒內什蒂鄉 (戈爾日縣)
45°04′N 23°24′E / 45.067°N 23.400°E
伯勒內什蒂鄉（羅馬尼亞語：Comuna Bălănești, Gorj），是羅馬尼亞的鄉份，位於該國西南部，由戈爾日縣負責管轄，面積約63平方公里，海拔高度平均約277米，2007年人口約2,232人，人口密度每平方公里約36人。